# Simon – Zeuge der Zukunft
Simon – Zeuge der Zukunft (frz. Simon du Fleuve) ist eine frankobelgische Science-Fiction-Comicserie, die zunächst von Claude Auclair getextet und gezeichnet wurde. Der zweite Zyklus ab Band 6 wurde von Alain Riondet getextet. Die Geschichten erschienen von 1973 bis 1989.

## Inhalt
Simon ist zunächst ein einsamer Wanderer in einem entvölkerten Europa nach einem Krieg. Die Menschen leben nomadisch in Stämmen und sind Angriffen von Diebesbanden oder den Herrschern des Landes, die sich in den Ruinen der Städte verschanzen, ausgesetzt. Simon kann die Befreiung von einigen versklavten Menschen erreichen. Simons Mission ist es, das Laboratorium der Strahlenwaffen zu zerstören. Dies gelingt ihm schließlich. Auf seinen Reisen trifft er auf seine spätere Frau Emeline, mit der er zwei Töchter bekommt. Die spätere Zeit wird er als Seemann aktiv.

## Veröffentlichung
Die erste Geschichte, La Ballade de Cheveu Rouge wurde 1973 im Magazin Tintin veröffentlicht, ein offizielles Album gab es nicht, lediglich ein Raubdruck. Ab 1976 wurden die jeweils in Tintin vorveröffentlichten Geschichten bei Le Lombard gedruckt. Ab Band 6 gab es keine Vorveröffentlichung mehr. 2015/2016 erschienen drei Sammelbände.
In Deutschland erschienen die Alben ab 1983 beim Carlsen Verlag. Ende 2021 begann der Verlag Cross Cult die Gesamtausgabe in drei Sammelbänden.

## Geschichten
- 0. La Ballade de Cheveu Rouge (1973)
- 1. Der Clan der Zentauren (1974)
- 2. Die Sklaven (1975)
- 3. In den Sümpfen (1976)
- 4. Die Pilger (1977)
- 5. Zentrum 3 (1978)
- 6. Der steinerne Kreis (1988)
- 7. Der Weg des Simorgh (1988)
- 8. Frühlingsstürme (1989)
- 9. Eine einfache Liebesgeschichte (1989)